# Distrito electoral local 14 de Yucatán
El Distrito electoral local 14 del Estado de Yucatán es uno de los 21 distritos electorales locales en los que se encuentra dividido el territorio del estado de Yucatán. Los habitantes de esta circunscripción electoral votan en las elecciones locales de la entidad para elegir a su representante que integrará un escaño el Congreso del Estado de Yucatán. Derivado de la redistritación electoral local de 2022, actualmente abarca 9 municipios y su cabecera es el puerto de Progreso.

## Naturaleza jurídica
La Constitución Política del Estado de Yucatán estipula en su artículo 20 párrafo primero lo siguiente:

El Congreso del Estado de Yucatán se compondrá de treinta y cinco diputadas y diputados, observando el principio de paridad de género conforme a las normas aplicables, que serán electos popularmente cada tres años, de los cuales, veintiuno serán electos por el principio de mayoría relativa y los restantes, por el de representación proporcional, mediante el procedimiento que la ley establezca. Por cada Diputada o Diputado propietario de mayoría relativa, se elegirá un suplente.

## Distritación actual
De acuerdo al Consejo General del Instituto Nacional Electoral, en el año 2022 se aprobó la redistritación electoral local del Estado de Yucatán. Lo anterior complementa una reforma que se realizó el mismo año a la Constitución de Yucatán en la que aumentó el número de legisladores del congreso del Estado pasando de 25 a 35 en total, siendo 21 de ellos electos por el principio de mayoría relativa.
Actualmente, el distrito electoral local 14 abarca los municipios de Conkal, Chicxulub Pueblo, Dzemul, Ixil, Mocochá, Progreso, Sinanché, Telchac Pueblo y Telchac Puerto, mismos que surtirán efectos para las elecciones federales y elecciones estatales ambas a celebrarse el 2 de junio de 2024.

### Secciones electorales actuales
A partir de la redistritación del 2022, un total de 58 secciones electorales ubicado en 9 municipios abarca el distrito 14, los cuales son los siguientes:
| Municipio        | Clave de municipio | Total de secciones | Secciones electorales                     |
| ---------------- | ------------------ | ------------------ | ----------------------------------------- |
| Conkal           | 013                | 7                  | 0059, 0060, 0061, 0063, 0064, 0136 y 1137 |
| Chicxulub Pueblo | 020                | 2                  | 0091 y 0092                               |
| Dzemul           | 026                | 4                  | 0110, 0111, 0112 y 0113                   |
| Ixil             | 039                | 2                  | 0187 y 0188                               |
| Mocochá          | 051                | 4                  | 0657, 0658, 0659 y 0660                   |
| Progreso         | 059                | 30                 | 0734 a 0750, 0752 a 0764                  |
| Sinanché         | 068                | 3                  | 0786, 0787 y 0788                         |
| Telchac Pueblo   | 082                | 4                  | 0855 a 0858                               |
| Telchac Puerto   | 083                | 2                  | 0859 y 0860                               |

## Distritación del 2008

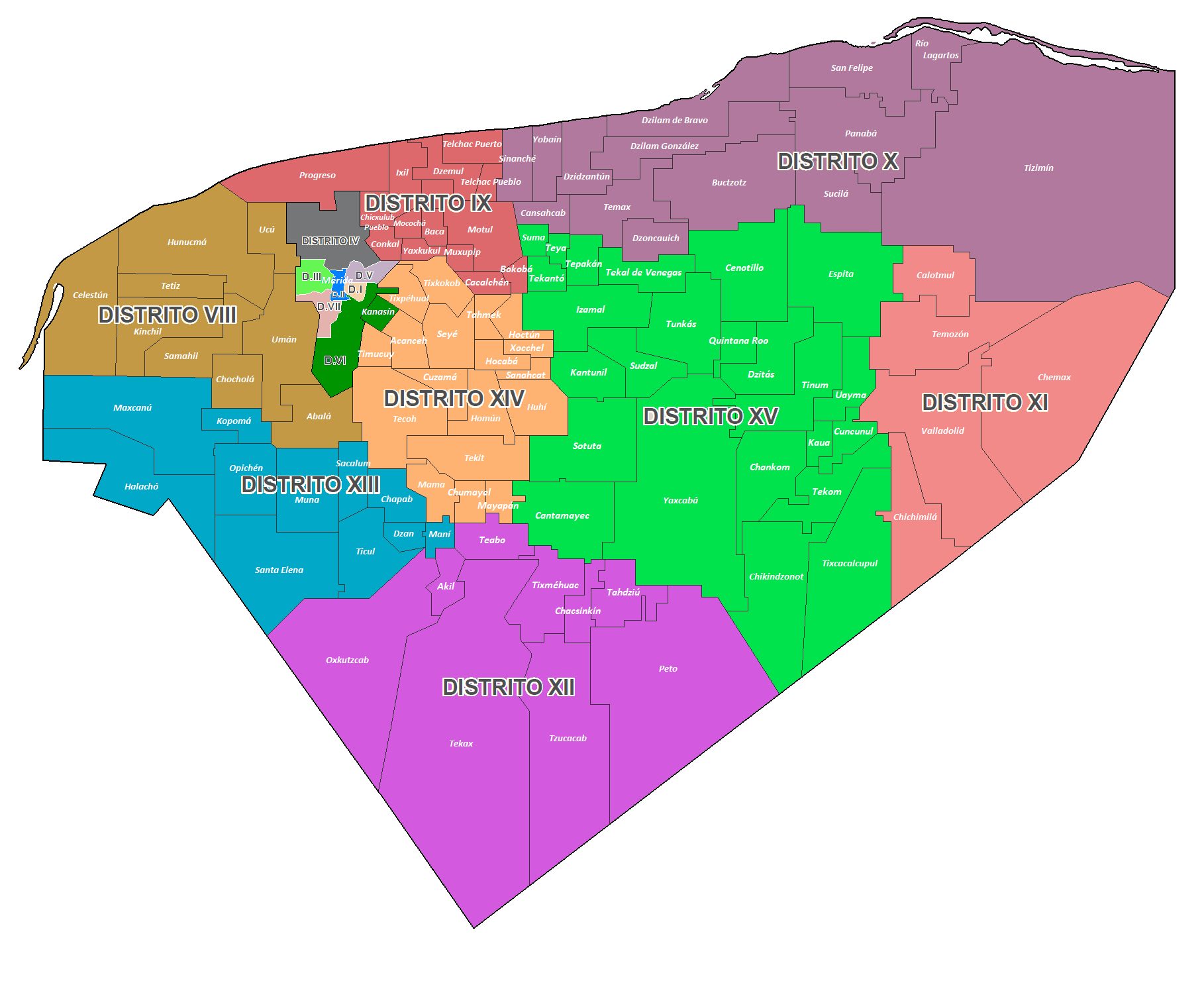
Mapa de los distritos electorales locales de Yucatán después de la redistritación del año 2008. Actualmente no vigente

En la redistritación de 2008, el distrito local 14 estuvo conformado por 18 municipios, siendo su cabecera la ciudad de Tecoh. Estaba dividido en 79 secciones.

### Municipios
El distrito estaba formado por los municipios de Acanceh, Cuzamá, Chumayel, Hocabá, Hoctún, Homún, Huhí, Mama, Mayapán, Sanahcat, Seyé, Tahmek, Tecoh, Tekit, Timucuy, Tixkokob, Tixpéhual y Xocchel.
| Municipio | Código | Secciones Electorales |
| --------- | ------ | --------------------- |
| Acanceh   | 31002  | 0007 a 0013           |
| Cuzamá    | 31015  | 0067 a 0069           |
| Chumayel  | 31024  | 0106 a 0107           |
| Hocabá    | 31034  | 0152 a 0156           |
| Hoctún    | 31035  | 0157 a 0161           |
| Homún     | 31036  | 0162 a 0167           |
| Huhí      | 31037  | 0168 a 0171           |
| Mama      | 31046  | 0234 a 0235           |
| Mayapán   | 31049  | 0252 a 0253           |
| Sanahcat  | 31064  | 0775                  |
| Seyé      | 31067  | 0781 a 0785           |
| Tahmek    | 31074  | 0803 a 0804           |
| Tecoh     | 31076  | 0807 a 0816           |
| Tekit     | 31080  | 0846 a 0849           |
| Timucuy   | 31090  | 0898 a 0900           |
| Tixkokob  | 31093  | 0912 a 0921           |
| Tixpéhual | 31095  | 0926 a 0931           |
| Xocchel   | 31103  | 1043 a 1044           |

## Diputaciones por el distrito
Esta es la lista de las y los diputados que han representado al distrito electoral en las legislaturas del Congreso del Estado de Yucatán, desde el año 1998:
| Diputado                    | Grupo parlamentario | Legislatura | Periodo   |
| --------------------------- | ------------------- | ----------- | --------- |
| Miguel Arsenio Lara Sosa    |                     | LV          | 1998-2001 |
| José María Fernández Medina |                     | LVI         | 2001-2004 |
| Jimy Yamil Ambrosio Camargo |                     | LVII        | 2004-2007 |
| Felipe Cervera Hernández    |                     | LVIII       | 2007-2010 |
| Adolfo Calderon Sabido      |                     | LIX         | 2010-2012 |
| Dafne David López Martínez  |                     | LX          | 2012-2015 |
| Henry Aarón Sosa Marrufo    |                     | LXI         | 2015-2018 |
| Karla Reyna Franco Blanco   |                     | LXII        | 2018-2021 |
| Melba Rosana Gamboa Avila   |                     | LXIII       | 2021-2024 |